# Led Zeppelin North American Tour 1968–1969
Led Zeppelin North American Tour 1968–1969 var en konsertturné med det brittiska hårdrocksbandet Led Zeppelin i USA 26 december 1968 - 15 februari 1969. Det var bandets första konsertturné i USA. Uppkomsten av turnén var en inställd konsertturné med Jeff Beck Group och Led Zeppelins manager Peter Grant övertygade initiativtagarna att låta Led Zeppelin överta turnéplanen.

## Låtlista
De låtar som spelades var dels från Yardbirds repertoar, dels från debutalbumet Led Zeppelin. En trolig låtlista med viss variation är följande:
1. "Train Kept A-Rollin'" (Bradshaw, Kay, Mann)
2. "I Can't Quit You Baby" (Dixon)
3. "As Long As I Have You" (Mimms)
4. "Dazed and Confused" (Page)
5. "Communication Breakdown" (Bonham, Jones, Page)
6. "You Shook Me" (Dixon, Lenoir)
7. "White Summer"/"Black Mountain Side" (Page)
8. "Pat's Delight" (Bonham)
9. "Babe I'm Gonna Leave You" (Bredon, Page, Plant)
10. "How Many More Times" (Bonham, Jones, Page)
11. "Killing Floor" (Burnett)
12. "For Your Love" (Gouldman)

## Turnédatum
- 26/12/1968  Denver Auditorium Arena - Denver
- 27/12/1968  Seattle Center Arena - Seattle
- 28/12/1968  Pacific Coliseum - Vancouver
- 29/12/1968  Civic Auditorium - Portland (Oregon)
- 30/12/1968  Kennedy Pavilion - Gonzaga University, Spokane
- 02/01/1969  Whisky a Go Go - West Hollywood
- 03/01/1969  Whisky a Go Go - West Hollywood
- 04/01/1969  Whisky a Go Go - West Hollywood
- 05/01/1969  Whisky a Go Go - West Hollywood
- 09/01/1969  Fillmore West - San Francisco
- 10/01/1969  Fillmore West - San Francisco
- 11/01/1969  Fillmore West - San Francisco
- 12/01/1969  Fillmore West - San Francisco
- 13/01/1969  Fox Theater - San Diego
- 15/01/1969  Iowa Field House - Iowa City
- 17/01/1969  Grande Ballroom - Detroit
- 18/01/1969  Grande Ballroom - Detroit
- 19/01/1969  Grande Ballroom - Detroit
- 20/01/1969  Wheaton Youth Center - Wheaton (Maryland)
- 21/01/1969  Hunt Armory - Pittsburgh
- 23/01/1969  Boston Tea Party - Boston
- 24/01/1969  Boston Tea Party - Boston
- 25/01/1969  Boston Tea Party - Boston
- 26/01/1969  Boston Tea Party - Boston
- 27/01/1969  Symphony Hall - Springfield (Massachusetts)
- 29/01/1969  Electric Factory - Philadelphia
- 31/01/1969  Fillmore East, New York
- 01/02/1969  Fillmore East, New York
- 02/02/1969  Rockpile - Toronto
- 07/02/1969  Kinetic Playground - Chicago
- 08/02/1969  Kinetic Playground - Chicago
- 08/27/1969  Hampton Beach (New Hampshire)
- 10/02/1969  Elma Roane Fieldhouse - Memphis
- 14/02/1969  Thee Image Club, North Miami Beach
- 15/02/1969  Thee Image Club, North Miami Beach